# Lactuca viminea
La lattuga alata (nome scientifico Lactuca viminea (L.) J. Presl & C. Presl, 1819)  è una specie di pianta angiosperma dicotiledone della famiglia delle Asteraceae.

## Etimologia
Il nome generico (lactuca) deriva dall'abbondanza di sacchi latticinosi contenuti in questa pianta (una linfa lattea nel gambo e nelle radici). L'epiteto specifico (viminea) deriva dalla parola "vimine" con la quale vengono indicati dei lunghi tralci sottili e pieghevole.

Il binomio scientifico di questa pianta inizialmente era Prenanthes viminea, proposto dal botanico Carl von Linné (1707 – 1778) biologo e scrittore svedese, considerato il padre della moderna classificazione scientifica degli organismi viventi, nella pubblicazione "Species Plantarum" del 1753, modificato successivamente in quello attualmente accettato Lactuca viminea dai botanici cechi Jan Svatopluk Presl (Praga, 4 settembre 1791 – Praga, 6 aprile 1849) e Karel Presl (Praga, 17 febbraio 1794 – Praga, 2 ottobre 1852) nella pubblicazione "Flora Cechica 160" del 1819.

## Descrizione

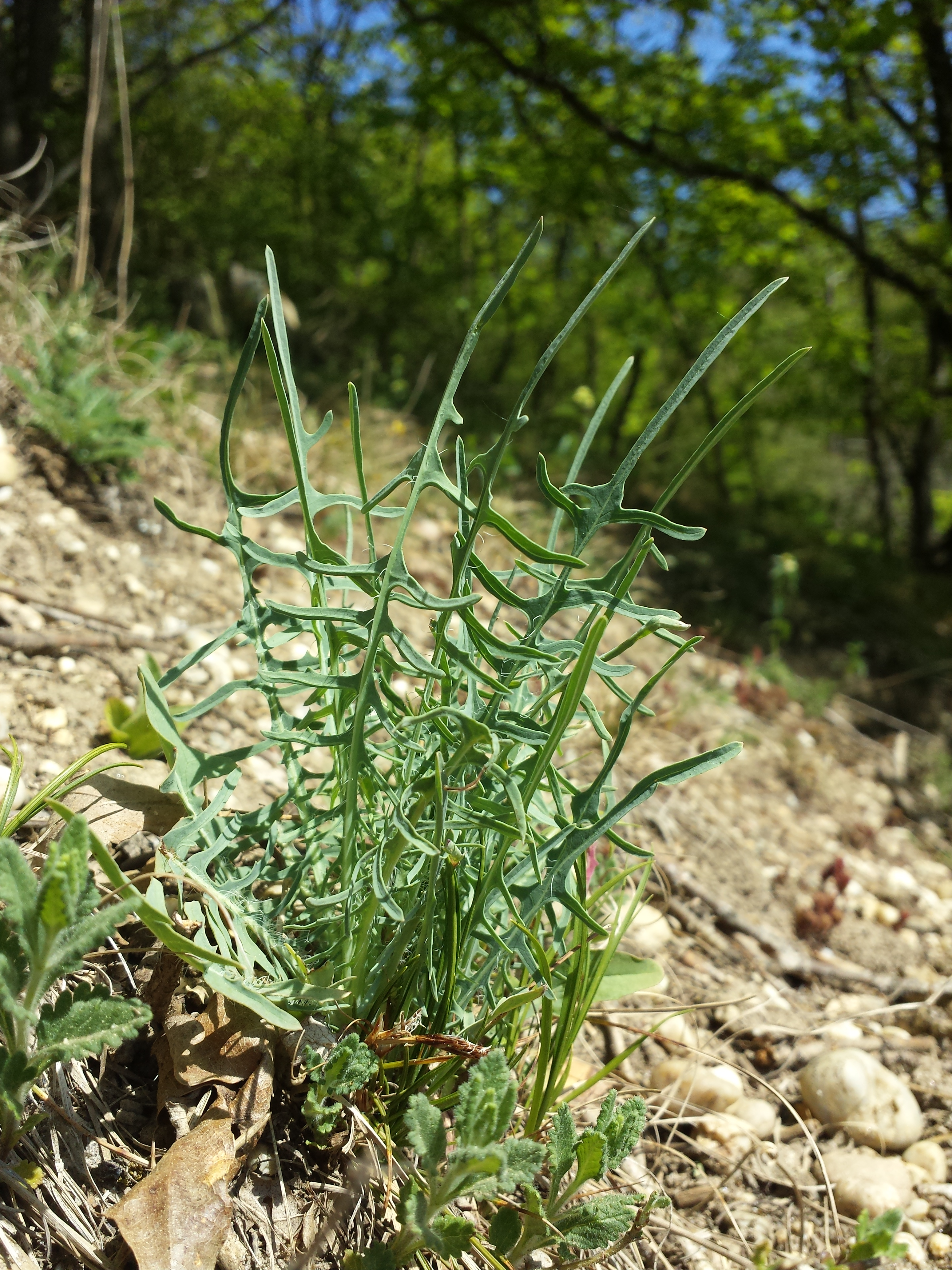
Il portamento

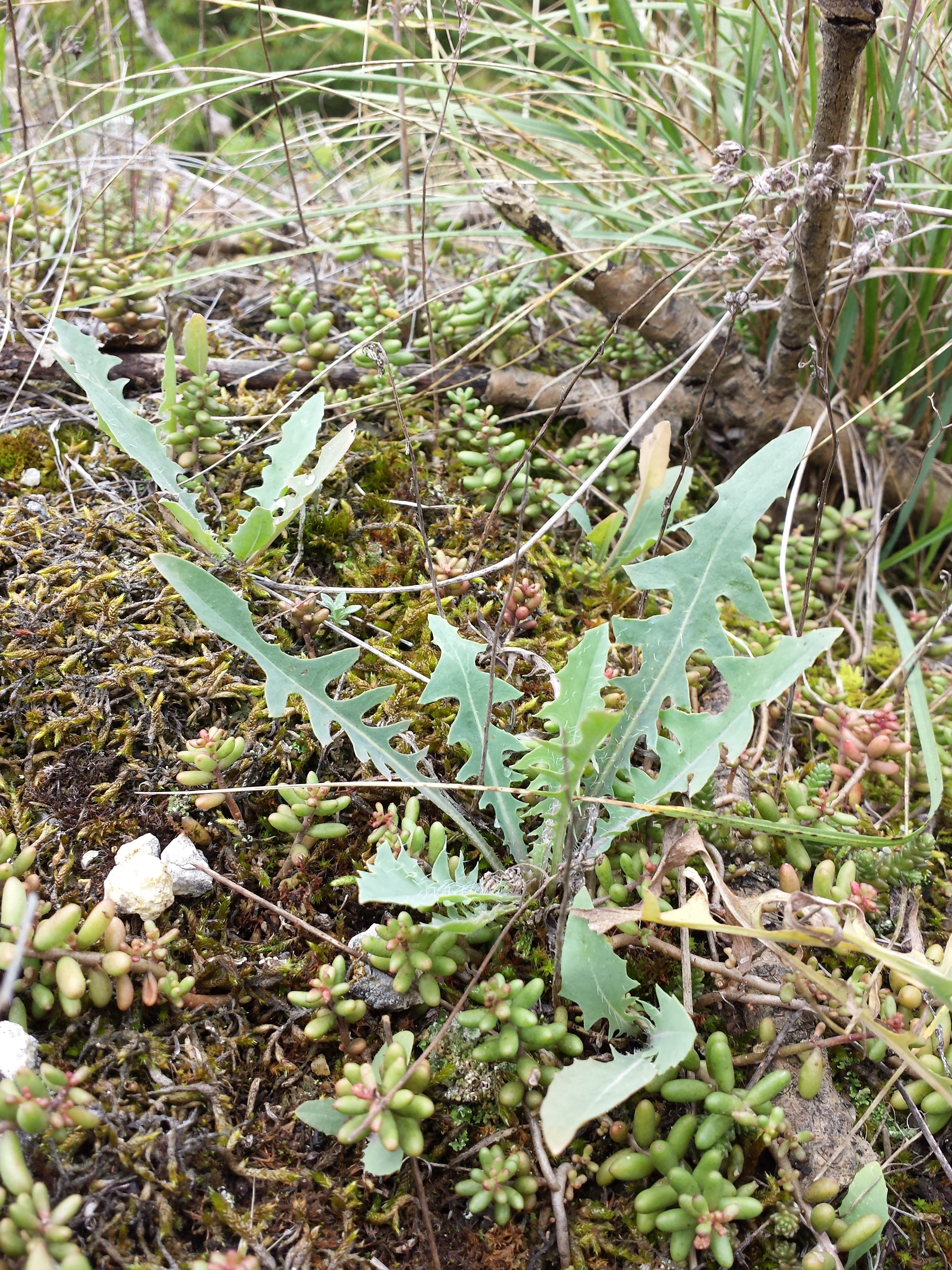
Le foglie

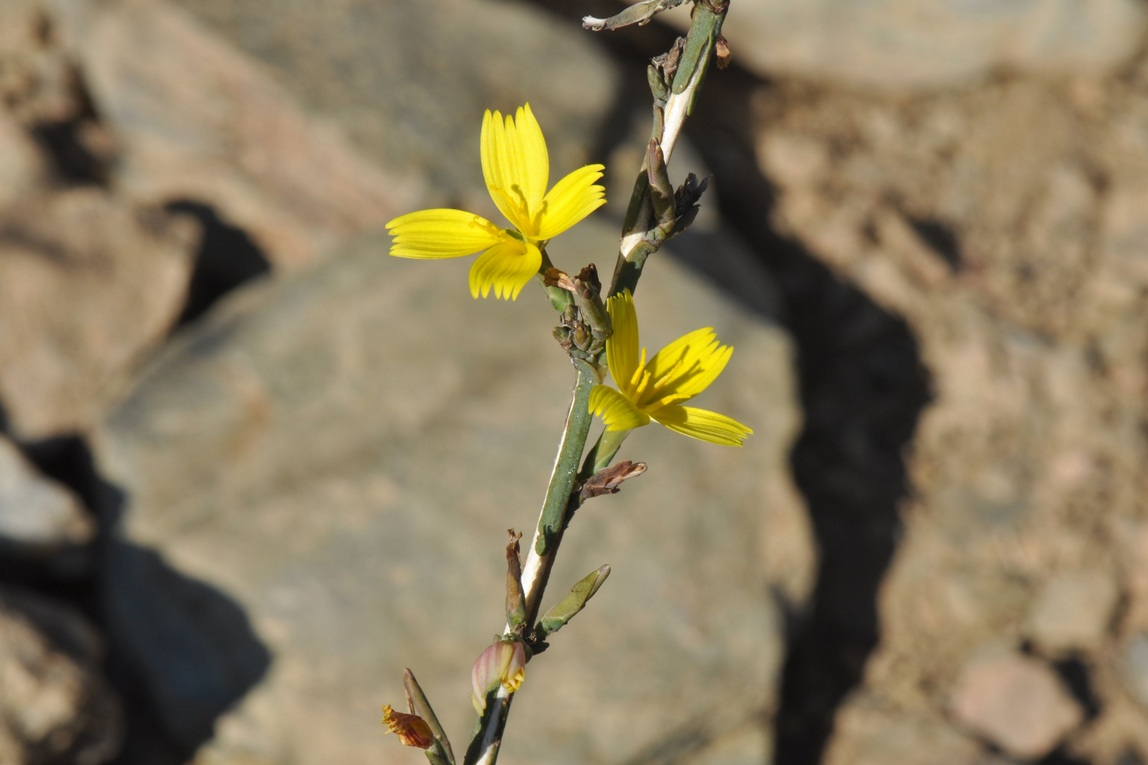
Infiorescenza

Habitus. La forma biologica è emicriptofita bienne (H bienn), ossia sono piante erbacee, a ciclo biologico bienne, con gemme svernanti al livello del suolo e protette dalla lettiera o dalla neve. In queste piante sono presenti dei succhi lattiginosi.
Fusto. La parte aerea del fusto è eretta, lignificata nella parte basale, e colorata di bianco-osseo; la superficie è glabra. Le radici sono dei fittoni. Queste piante possono arrivare ad una altezza compresa tra i 3 e 6 dm (massimo 10-15 dm).
Foglie. Le foglie si dividono in basali e in cauline da glabre a peloso-ispide. Quelle basali hanno una lamina a forma pennatosetta, completamente divise in segmenti lineari (fino a 8 per lato) e con bordi interi o lievemente dentati (la parte indivisa centrale è larga 2 cm); il lobo centrale ha una forma deltoide; alla base è presente una stretta ala decorrente lungo il fusto per 1–2 cm. Le foglie cauline sono pennatosette; in particolare quelle superiori possono essere considerate di tipo bratteale con forma lineare e bordi dentati o interi. Dimensione delle foglie basali: larghezza 1 – 6 cm; lunghezza 5 - 10/15 cm.
Infiorescenza. Le infiorescenze sono composte da capolini sessili e spaziati su lunghi rami indivisi. I capolini sono formati da un involucro cilindrico composto da brattee (o squame)  disposte su 2 - 4 serie disposte in modo embricato, all'interno delle quali un ricettacolo fa da base ai fiori tutti ligulati. Le brattee hanno una forma da lineare a ovata con parte apicale porporina e margini minutamente ciliati. Dimensione dell'involucro: larghezza 3 mm; lunghezza 12 mm. Dimensione delle brattee: larghezza 1 - 1,5 mm; lunghezza 3 – 4 mm. Diametro del capolino: 8 – 12 mm.
Fiore. I fiori (5 e più) sono tutti del tipo ligulato (il tipo tubuloso, i fiori del disco, presente nella maggioranza delle Asteraceae, qui è assente), sono tetra-ciclici (ossia sono presenti 4 verticilli: calice – corolla – androceo – gineceo) e pentameri (ogni verticillo ha 5 elementi). I fiori sono ermafroditi, fertili e zigomorfi.
- Formula fiorale:

*/x K {\displaystyle \infty }, [C (5), A (5)], G 2 (infero), achenio
- Calice: i sepali del calice sono ridotti ad una coroncina di squame.
- Corolla: le corolle sono formate da una ligula terminante con 5 denti; il colore è giallo; a volte nella parte abassiale sono colorati di violaceo; le ligule sono lunghe 15 – 17 mm e larghe 2,5 – 3 mm con un tubo lungo 7 mm.
- Androceo: gli stami sono 5 con filamenti liberi, mentre le antere sono saldate in un manicotto (o tubo) circondante lo stilo.[16] Le antere alla base sono acute. Lunghezza delle antere: 4 - 4,5 mm. Il polline è tricolporato.[17]
- Gineceo: lo stilo è filiforme con peli sul lato inferiore;  gli stigmi dello stilo sono due divergenti. L'ovario è infero uniloculare formato da 2 carpelli. Lunghezza dello stilo: 15 mm. Lunghezza degli stigmi: 1,5 mm.
- Fioritura: da giugno a agosto.

Frutti. I frutti sono degli acheni compressi e scabri, con delle coste longitudinali (fino a 14), colorati di nerastro e provvisti di becco (lungo come il corpo) con pappo formato da setole. Dimensione degli acheni: larghezza 2,5 mm; lunghezza 7 mm. Lunghezza del becco 8 – 9 mm; lunghezza del pappo: 5 – 10 mm.

## Biologia
- Impollinazione: l'impollinazione avviene tramite insetti (impollinazione entomogama tramite farfalle diurne e notturne).
- Riproduzione: la fecondazione avviene fondamentalmente tramite l'impollinazione dei fiori (vedi sopra).
- Dispersione: i semi (gli acheni) cadendo a terra sono successivamente dispersi soprattutto da insetti tipo formiche (disseminazione mirmecoria). In questo tipo di piante avviene anche un altro tipo di dispersione: zoocoria. Infatti gli uncini delle brattee dell'involucro si agganciano ai peli degli animali di passaggio disperdendo così anche su lunghe distanze i semi della pianta.

## Distribuzione e habitat
- Geoelemento: il tipo corologico (area di origine) è Euri-Mediterraneo / Ovest / Asiatico (Subpontico).
- Distribuzione: è una specie rara e si trova più o meno su tutto il territorio italiano ad esclusione delle zone centrali del nord (comprese le Alpi); è presente inoltre in Europa, nell'Africa mediterranea e in Asia occidentale fino all'India. In Australia è presente ma probabilmente è naturalizzata.[2]
- Habitat: l'habitat tipico per questa specie sono i pendii aridi e sassosi, le vigne e gli incolti.
- Distribuzione altitudinale: sui rilievi queste piante si possono trovare fino a 1.900 m s.l.m.; da un punto di vista altitudinale questa specie frequenta il piano vegetazionale collinare, quello montano e in parte quello subalpino (oltre a quello planiziale);

## Tassonomia
La famiglia di appartenenza di questa voce (Asteraceae o Compositae, nomen conservandum) probabilmente originaria del Sud America, è la più numerosa del mondo vegetale, comprende oltre 23.000 specie distribuite su 1.535 generi, oppure 22.750 specie e 1.530 generi secondo altre fonti (una delle checklist più aggiornata elenca fino a 1.679 generi). La famiglia attualmente (2021) è divisa in 16 sottofamiglie.

### Tassonomia tradizionale
Nell'ambito delle specie spontanee italiane la lattuga alata appartiene alla sezione "Scariola" caratterizzata dall'involucro formato da 2 - 4 serie di squame disposte in modo embricato e da infiorescenze con 8 - 10 e più capolini (l'altra sezione si chiama "Mycelis" con l'involucro uniseriato e infiorescenze con al massimo 5 capolini) e sottosezione "Xanthinae" caratterizzata da fiori gialli (l'altra sottosezione si chiama "Cyanicae" con fiori azzurri, porporini o bianchi). Queste distinzioni sono usate soprattutto nell'orticoltura per riconoscere le varie specie e non hanno valore tassonomico.

### Filogenesi
Il genere di questa voce appartiene alla sottotribù Lactucinae della tribù Cichorieae (unica tribù della sottofamiglia Cichorioideae). In base ai dati filogenetici la sottofamiglia Cichorioideae è il terz'ultimo gruppo che si è separato dal nucleo delle Asteraceae (gli ultimi due sono Corymbioideae e Asteroideae). La sottotribù Lactucinae fa parte del "quarto" clade della tribù; in questo clade è in posizione "basale" vicina alla sottotribù Hyoseridinae.
La struttura filogenetica della sottotribù è ancora in fase di studio e completamento. Provvisoriamente è stata suddivisa in 10 lignaggi. Il genere di questa voce appartiene al "Lactuca lineage", e nell'ambito della sottotribù occupa una posizione politomica insieme ai lignaggi Melanoseris - Notoseris - Paraprenanthes (questa politomia rappresenta il "core" della sottotribù). Lactuca è uno degli ultimi gruppi che si è diversificato tra i 19 e 11 milioni di anni fa.
I caratteri distintivi per le specie di questo genere sono:
- il portamento delle specie è perenne rizomatoso;
- gli acheni hanno un visibile becco apicale (il becco è diverso per colori e superficie dal resto dell'achenio);
- gli acheni hanno 12 costole ineguali;
- gli acheni sono più o meno fortemente compressi con i margini delle costole spesso gonfiate.

La circoscrizione di questo genere è da considerarsi provvisoria e in futuro potrebbe subire delle riduzioni. Sono in corso di completamento alcuni studi morfologico-molecolari e filogenetici sulla sottotribù Lactucinae che dovrebbero chiarire sia la posizione del genere Lactuca all'interno della sottotribù che la sua struttura interna. Il "lignaggio Lactuca" è composto da nove cladi terminali ben supportati, che si raggruppano in tre cladi principali.  La specie di questa voce si trova in un clade interno caratterizzato da una distribuzione sud-est europea / mediterranea / sud-ovest asiatica e con una età di inizio radiazione di circa 6,1 milioni di anni fa.
I caratteri distintivi per la specie di questa voce sono:
- gli acheni hanno un becco lungo come il corpo e sono colorati di nerastro;
- la parte indivisa centrale delle foglie è larga 2 cm;
- alla base delle foglie è presente una stretta ala decorrente lungo il fusto per 1–2 cm;
- le setole del pappo sono tutte uguali in lunghezza;
- il colore dei fiori è giallo.

Il numero cromosomico di L. viminea è: 2n = 18.

### Sottospecie
Per questa specie sono riconosciute tre sottospecie qui di seguito descritte:

#### Sottospecieviminea

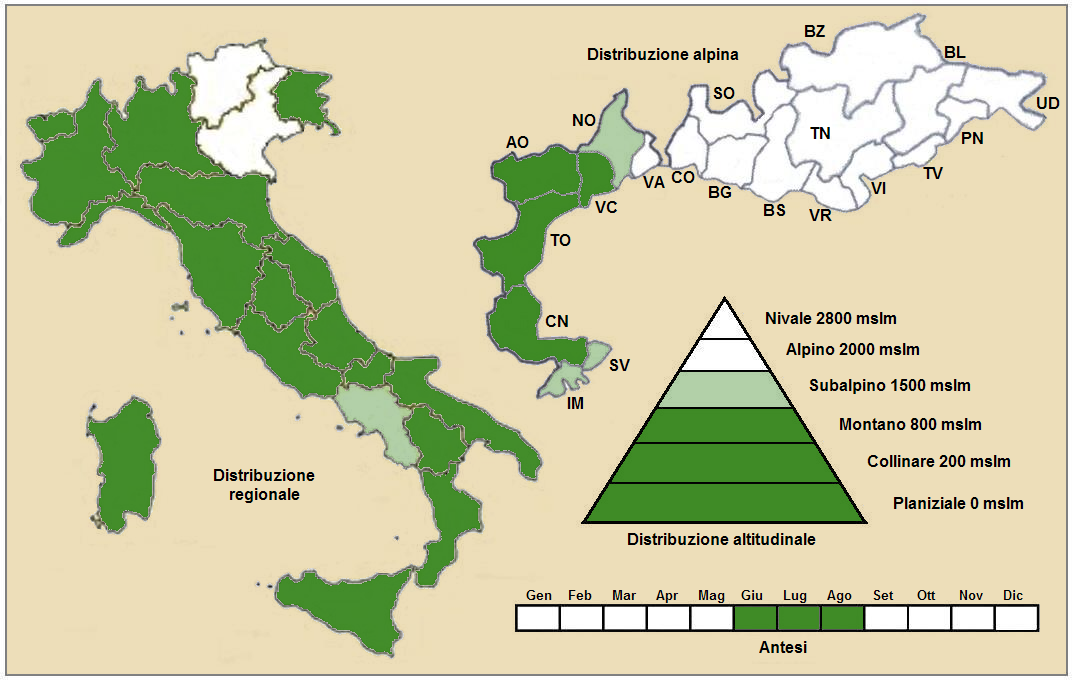
Distribuzione della sottospecie viminea
(Distribuzione regionale – Distribuzione alpina)

- Nome scientifico: Lactuca viminea (L.) J. Presl & C. Presl subsp. viminea.
- Basionimo: Prenanthes viminea L., 1753.
- Descrizione: l'altezza di questa sottospecie varia da 3 a 6 dm (massimo 10 dm); la ramosità è presente sola nella parte distale (l'infiorescenza è più simile ad un corimbo); gli acheni hanno le seguenti dimensioni: larghezza 2,5 mm; lunghezza 6 – 7 mm; lunghezza del becco (generalmente il becco è lungo quanto il corpo): 6 – 9 mm.
- Distribuzione: in Italia è la stirpe più diffusa; nelle Alpi (oltre confine) si trova in Francia (dipartimenti di Alpes-de-Haute-Provence, Hautes-Alpes, Alpes-Maritimes e Savoia), in Svizzera (cantone Vallese) e in Austria (Länder Austria Inferiore); sugli altri rilievi europei si trova nel Massiccio del Giura, Massiccio Centrale e Carpazi.
- Habitat: l'habitat tipico per questa sottospecie sono i campi, le colture, le vigne, gli ambienti ruderali, le scarpate, le rupi, i ripari sotto le rocce, le praterie rase, i prati e i pascoli aridi; il substrato preferito è calcareo ma anche calcareo/siliceo con pH basico, bassi valori nutrizionali del terreno che deve essere arido.
- Fitosociologia:

Areale alpino: dal punto di vista fitosociologico alpino la sottospecie di questa voce appartiene alla seguente comunità vegetale:
Formazione: comunità a emicriptofite e camefite delle praterie rase magre secche.
Classe: Festuco-Brometea.
Areale italiano: per l'areale completo italiano la sottospecie di questa voce appartiene alla seguente comunità vegetale:
Macrotipologia: vegetazione delle praterie
Classe: Sedo albi-Scleranthetea biennis Br.-Bl., 1955
Ordine: Sedo albi-Scleranthetalia biennis Br.-Bl., 1955
Alleanza: Vulpio ciliatae-Crepidion neglectae Poldini, 1989
Descrizione. L'alleanza Vulpio ciliatae-Crepidion neglectae è relativa alle comunità ricche di specie terofitiche ed emicriptofitiche in habitat rupestri marginali e su substrati ghiaiosi ai cigli delle strade, su accumuli di pietre e su massicciate. Le aree preferite da questa alleanza sono quelle eurimediterranee orientali, distribuite ai margini delle Alpi sudorientali e dei territori carsici nord-adriatici. In Italia è presente nel Carso, in Friuli e in Veneto. Fuori dall'Italia si trova in Dalmazia e in Istria sud-orientale.
Specie presenti nell'associazione: Orlaya grandiflora, Petrorhagia saxifraga, Arenaria serpyllifolia, Trifolium campestre, Trifolium scabrum, Sedum sexangulare, Medicago minima, Geranium molle, Geranium columbinum, Acinos arvensis, Crepis neglecta, Vulpia ciliata, Lathyrus sphaericus, Cerastium tenoreanum, Medicago rigidula, Hypericum perforatum, Minuartia hybrida, Minuartia mediterranea, Lactuca viminea, Valerianella eriocarpa, Valerianella rimosa.
Altre alleanze per questa specie sono:
- Linarion purpureae
- Euphorbion rigidae

#### Sottospecieramosissima

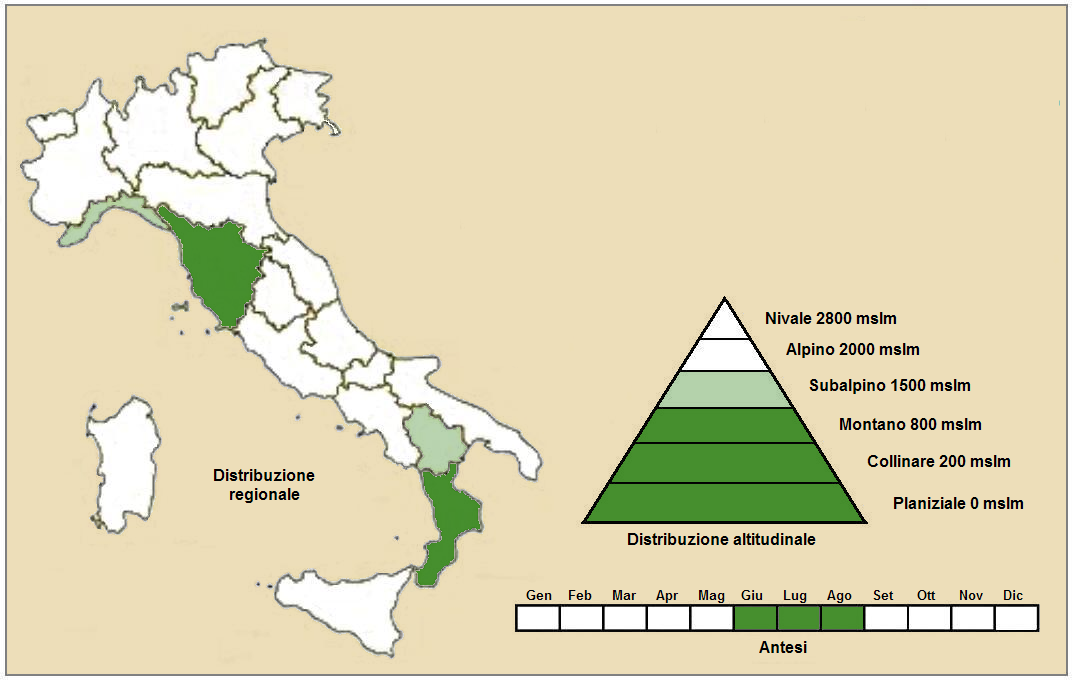
Distribuzione della sottospecie ramosissima
(Distribuzione regionale – Distribuzione alpina)

- Nome scientifico: Lactuca viminea (L.) J. Presl & C. Presl subsp. ramosissima (All.) Bonnier.
- Basionimo: Prenanthes ramosissima All..
- Descrizione: l'altezza di questa sottospecie varia da 2 a 3 dm; la ramosità è distribuita lungo tutto il fusto; la pianta si presenta subspinescente; gli acheni hanno le seguenti dimensioni: larghezza 2,5 mm; lunghezza 6 – 7 mm; lunghezza del becco: 6 – 9 mm.
- Distribuzione: in Italia è presente in Liguria, nelle Alpi Apuane e in Calabria; in Europa si trova nella parte meridionale, in Africa si trova nel Marocco.[2]

#### Sottospeciechondrilliflora

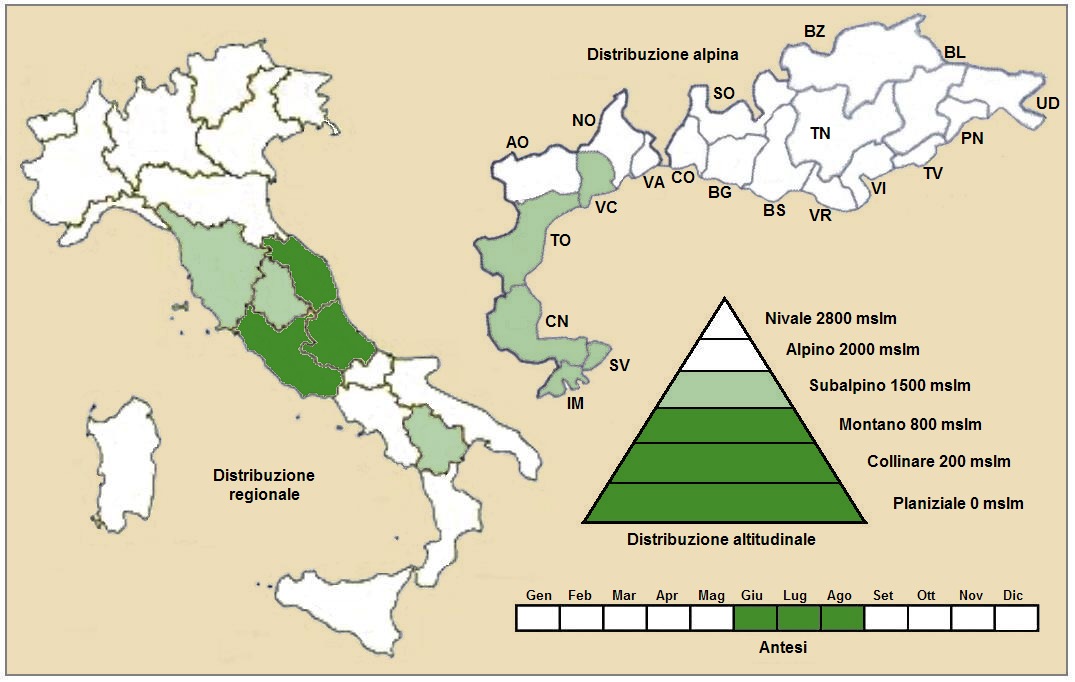
Distribuzione della sottospecie chondrilliflora
(Distribuzione regionale – Distribuzione alpina)

- Nome scientifico: Lactuca viminea (L.) J. Presl & C. Presl subsp. chondrilliflora (Boreau) Bonnier, 1923.
- Basionimo: Lactuca chondrilliflora Boreau, 1849.
- Nome comune: lattuga con fiori di condrilla.
- Descrizione: l'altezza di questa sottospecie varia da 3 a 6 dm (massimo 10 dm); la pianta è ampiamente ramosa (l'infiorescenza è di tipo panicolato); i capolini sono più grandi; la corolla è interamente gialla; gli acheni hanno le seguenti dimensioni: lunghezza 5 – 6 mm; lunghezza del becco (generalmente il becco è la metà del corpo dell'achenio): 2 – 3 mm.
- Distribuzione: in Italia è presente al Centro; nelle Alpi si trova in Francia (dipartimenti di Alpes-de-Haute-Provence, Hautes-Alpes e Isère); sugli altri rilievi europei si trova nel Massiccio Centrale e Pirenei; si trova in Europa occidentale e in Africa (Tunisia, Algeria e Marocco).[2]
- Habitat: l'habitat tipico per questa sottospecie sono i campi, le colture, le vigne, gli ambienti ruderali, le scarpate, le rupi, i ripari sotto le rocce, le praterie rase, i prati e i pascoli aridi; il substrato preferito è calcareo ma anche calcareo/siliceo con pH basico, bassi valori nutrizionali del terreno che deve essere arido.
- Fitosociologia: dal punto di vista fitosociologico alpino la sottospecie di questa voce appartiene alla seguente comunità vegetale:[24]

Formazione: comunità delle fessure, delle rupi e dei ghiaioni.
Classe: Thlaspietea rotundifolii.
Ordine: Stipetalia calamagrostis.

### Sinonimi
Questa entità ha avuto nel tempo diverse nomenclature. L'elenco seguente indica alcuni tra i sinonimi più frequenti:
- Chondrilla viminea (L.) Lam.
- Hieracium vimineum  (L.) E.H.L.Krause
- Phaenixopus decurrens  Cass.
- Phaenixopus vimineus  (L.) Rchb.
- Prenanthes viminea  L.
- Scariola viminea  (L.) F.W.Schmidt

## Altre notizie
La Lattuga alata in altre lingue è chiamata nei seguenti modi:
- (DE)  Gewöhnlicher Ruten-Lattich
- (FR)  Laitue effilée

È commestibile, di gradevole sapore poco amaro, si consuma in insalata o in frittate e minestre.